# وگ سنگاپور
وگ سنگاپور (انگلیسی: Vogue Singapore) نسخهٔ ویژهٔ سنگاپور از مجلهٔ مد و سبک زندگی وگ است. این مجله که توسط ایندوکاین میدیا منتشر می‌شود، بیست و هفتمین نسخهٔ بین‌المللی از مجلهٔ وگ است.